# Gare de Tucquegnieux
La gare de Tucquegnieux est une ancienne gare ferroviaire française de la ligne de Valleroy-Moineville à Villerupt-Micheville située sur le territoire de la commune de Tucquegnieux dans le département de Meurthe-et-Moselle, en région Grand Est.

## Situation ferroviaire
Établie à 276 m d'altitude, la gare de Tucquegnieux était située au point kilométrique (PK) 339,7 de la ligne de Valleroy-Moineville à Villerupt-Micheville entre la gare de Mancieulles - Bettainvillers et la halte de Sancy.

## Histoire
La section de Briey à Audun-le-Roman est mise en service le 15 octobre 1906 par la Compagnie des chemins de fer de l'Est. Le 1er décembre 1907, la ligne est prolongée d'Audun-le-Roman à Villerupt-Micheville et complétée par la ligne de Baroncourt à Audun-le-Roman. Ces deux chemins de fer desservaient les mines de fer et usines sidérurgiques de la région. Leur profil ardu et l'intensité du trafic motivent l'électrification des deux lignes en 1955-1956.
La SNCF met fin aux trains de voyageurs entre Briey, Audun et Villerupt le 15 mai 1939.
La fermeture des mines de fer et le déclin de la sidérurgie provoquent l'abandon de la ligne. La section de Briey à Tucquegnieux ferme le 30 septembre 1990 et est déclassée le 22 février 1991. En 2016, la section de Tucquegnieux à Audun-le-Roman et Tiercelet -Villers-la-Montagne est abandonnée à son tour 9 mars 2016.

## Patrimoine ferroviaire
Le bâtiment voyageurs sert d'habitation. Appartenant à un plan type créé par les Chemins de fer de l'Est en 1903, il a d'abord été construit comme une simple halte comme à Mance et Serrouville, le guichet et la salle d'attente se trouvant dans une courte aile d'une travée accolée au corps de logis de deux étages. Le logement de fonction emploie la même disposition que les maisons de garde-barrière.
Face à l’exiguïté de la situation, une grande aile de trois travées est ajoutée sur la droite de l'aile basse. Le toit plus haut de cette nouvelle salle d'attente est pourvu de deux demi-croupes comme l'étaient les pignons des bâtiments d'origine. L'ancienne aile basse gagne une deuxième travée contre une à l'origine. La gare de Sancy comme les gares de Bouligny et Joudreville sur la ligne de Baroncourt à Audun-le-Roman ont fait l'objet d'une reconstruction similaire.